# Баттерс (Північна Кароліна)
Баттерс (англ. Butters) — переписна місцевість (CDP) в США, в окрузі Блейден штату Північна Кароліна. Населення — 250 осіб (2020).

## Географія
Баттерс розташований за координатами 34°33′36″ пн. ш. 78°50′38″ зх. д. / 34.56000° пн. ш. 78.84389° зх. д. (34.560080, -78.843864).  За даними Бюро перепису населення США в 2010 році переписна місцевість мала площу 3,42 км², з яких 3,40 км² — суходіл та 0,02 км² — водойми. В 2017 році площа становила 3,85 км², з яких 3,83 км² — суходіл та 0,02 км² — водойми.

## Демографія
Згідно з переписом 2010 року, у переписній місцевості мешкали 294 особи в 121 домогосподарстві у складі 81 родини. Густота населення становила 86 осіб/км².  Було 129 помешкань (38/км²).
Расовий склад населення:
| - 93,5 % — білих - 4,4 % — чорних або афроамериканців - 1,4 % — осіб інших рас |

До двох чи більше рас належало 0,7 %. Частка іспаномовних становила 2,7 % від усіх жителів.
За віковим діапазоном населення розподілялося таким чином: 21,4 % — особи молодші 18 років, 66,0 % — особи у віці 18—64 років, 12,6 % — особи у віці 65 років та старші. Медіана віку мешканця становила 41,6 року. На 100 осіб жіночої статі у переписній місцевості припадало 79,3 чоловіків;  на 100 жінок у віці від 18 років та старших — 83,3 чоловіків також старших 18 років.
Середній дохід на одне домашнє господарство  становив 38 175 доларів США (медіана — 34 917), а середній дохід на одну сім'ю — 49 188 доларів (медіана — 63 047). 
Цивільне працевлаштоване населення становило 62 особи. Основні галузі зайнятості: виробництво — 45,2 %, роздрібна торгівля — 29,0 %, публічна адміністрація — 25,8 %.